# Angela White Is Titwoman
Angela White Is Titwoman è un film pornografico statunitense del 2017 diretto da Elegant Angel.

## Riconoscimenti
- AVN Awards
- 2018 - Candidatura a Best Three-Way Sex Scene - Girl/Girl/Boy con Alexis Texas, Angela White e James Deen